# Bibrastraße (Bad Kissingen)
Die Bibrastraße befindet sich in Bad Kissingen, der Großen Kreisstadt des unterfränkischen Landkreises Bad Kissingen und beherbergt mehrere Baudenkmäler des Ortes.

## Geschichte
Die Bibrastraße und die zu ihr parallel verlaufende Landwehrstraße sind zwei Querstraßen zwischen der Erhardstraße und der Hartmannstraße. Sie bilden das Ensemble Hartmannstraße/Erhardstraße/Bibrastraße.
| Foto | Adresse                         | Anmerkung                                              |
| ---- | ------------------------------- | ------------------------------------------------------ |
|      | Bibrastraße 1; Landwehrstraße 2 | Ehemaliges Vereinshaus des Turn- und Sportvereins 1876 |
|      | Bibrastraße 11; 13              | Mietshaus, 1905/06                                     |
|      | Bibrastraße 12                  | Ehemalige Kurgärtnerei                                 |
|      | Bibrastraße 15                  | Wohnhaus, 1904                                         |